# Dewa Shigetō

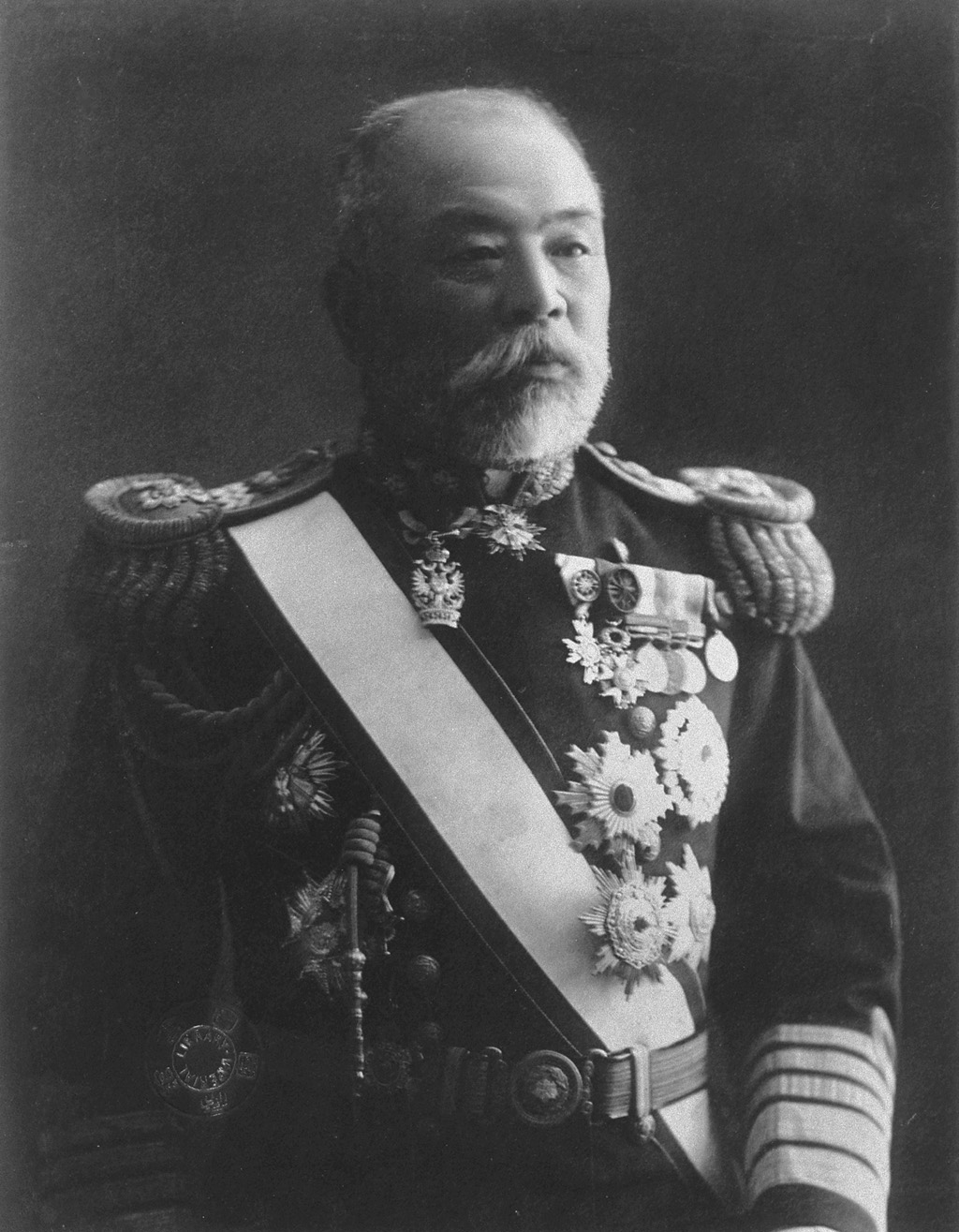
Dewa Shigetō

Danshaku Dewa Shigetō (jap. 出羽 重遠; * 17. Januar 1856 im Aizu-han; † 27. Januar 1930 in Tokio) war ein japanischer Admiral der Kaiserlichen Marine.

## Leben
Dewa wurde als Sohn eines Samurai geboren. In seiner Jugend trat er der Byakkotai („Weiße-Tiger-Einheit“), einer Reserveeinheit in des Lehens Aizu, bei und kämpfte im Boshin-Krieg 1868 in der Schlacht von Aizu. Später besuchte er den 5. Kurs (1872–1874) der Kaiserlichen Marineakademie (Kaigun Heigakkō) und schloss die Klasse als sechstbester von 43 Kadetten ab. Er wurde anschließend auf den Schiffen Takao Maru und der Schraubenkorvette Tsukuba eingesetzt und im August 1878 zum Midshipman befördert. Wenig später kam er auf das Panzerschiff Fusō sowie im folgenden Jahr auf das Kanonenboot Hōshō, wo er 1880 zum Fähnrich zur See befördert wurde. Ab Dezember 1880 diente er für drei Jahre auf dem Panzerschiff Ryūjō und wurde gegen Ende seiner Dienstzeit zum Lieutenant Junior Grade befördert. Es folgten Verwendungen auf dem Kanonenboot Amagi und der Schraubenkorvette Asama. 1885 nahm Dewa an einer Reise Nach Großbritannien zur Abholung des bei Armstrong-Whitworth gebauten geschützten Kreuzers Naniwa teil. In seiner folgenden einjährigen Dienstzeit auf diesem ersten für Japan gebauten „Elswick-Kreuzer“ fungierte er als leitender Navigationsoffizier. Vor der Rückkehr im Sommer 1886 wurde er zum Kapitänleutnant befördert.
Im Oktober 1886 übernahm Dewa einen Posten als Divisionsoffizier (buntai-cho) auf dem Schwesterschiff der Naniwa, der Takachiho, den er für ein Jahr innehatte. Anschließend diente er für zwei Jahre im Stab der „Bereitschafts-Flottille“ (Jobi Shokantai), bevor er als Erster Offizier auf den neu in Dienst gestellten Kreuzer Takao kam. Hier diente er erneut unter dem späteren Marineminister Yamamoto Gonnohyōe, der schon an Bord der Naniwa sein Vorgesetzter gewesen war, und wurde 1890 zum Korvettenkapitän befördert. Von 1891 bis 1893 war Dewa in verschiedenen Abteilungen des Marineministeriums tätig, bevor er mit dem Kanonenboot Akagi sein erstes selbständiges Kommando erhielt. 1894 brachte er das bei Armstrong-Whitworth gebaute Kanonenboot Tatsuta nach Japan. Im selben Jahr wurde er Stabschef der Patrouillenflotte (Keibi Kantai) bzw. der daraus hervorgegangenen Westflotte (Saikai Kantai). Diese beschützte während des Ersten Japanisch-Chinesischen Krieges (1894–1895) die Heimatgewässer. Zum Jahresende wurde er, nach der Beförderung zum Kapitän zur See, zum Stabschef der von Itō Sukeyuki befehligten Kombinierten Flotte ernannt.
Nach dem Kriegsende wechselte Dewa wieder ins Marineministerium, wo er im Büro für Marineangelegenheiten (Gunmu-kyoku) tätig war und ab 1896 auch im Stab der Konstruktionsabteilung (Rinji Kenchikubu) saß. 1898 wurde Dewa erneut nach Großbritannien entsandt, um den dort gebauten Panzerkreuzer Tokiwa abzuholen, den er sodann für ein Jahr befehligte. Im Mai 1900 wurde er zum Konteradmiral befördert und erhielt den Befehl über die Bereitschaftsflotte (Jobi Kantai). Ein Jahr später wurde er Leiter des Schifffahrtsbüros im Marinebezirk Yokosuka. Am 29. Oktober 1902 wurde Dewa auf den Posten des Leiters des Büros für Marineangelegenheiten im Marineministerium berufen und wurde zugleich zum Vizechef des Admiralstabes ernannt. Er wurde ferner als Mitglied in den Admiralsausschuss (Kaigun Shokan Kaigi) berufen.
Im Oktober 1903 kehrte Dewa auf seinen Posten als Befehlshaber der Bereitschaftsflotte zurück und wurde im Dezember im Zuge einer Reorganisation Befehlshaber des 3. Kreuzergeschwaders der neugebildeten 1. Flotte, das er auch in dem im Februar 1904 beginnenden Russisch-Japanischen Krieg führte. Unter seiner Führung nahm das Geschwader am Überraschungsangriff auf Port Arthur am 8./9. Februar teil, der den Krieg einleitete. Im Juni 1904 zum Vizeadmiral befördert, war Dewa auch an der Seeschlacht im Gelben Meer vom 10. August 1904 und der entscheidenden Seeschlacht bei Tsushima vom 27./28. Mai 1905 beteiligt. Kurz nach dem Sieg in letzterer erhielt er den Befehl über die neu gebildete 4. Flotte, mit der er an den Landungsoperationen bei der Besetzung Sachalins teilnahm und anschließend die japanische Delegation nach Portsmouth (USA) brachte, wo der Friedensvertrag ausgehandelt wurde.
Nach der Auflösung der 4. Flotte im Dezember 1905 erhielt Dewa als Nachfolger Kamimura Hikonojōs den Befehl über die 2. Flotte. Im November 1906 wurde er Chef des Marine-Ausbildungsbüros (Kaigun Kyoiku Honbu). Im September 1907 wurde ihm der Adelstitel eines Danshaku („Baron“) verliehen. Im Mai 1908 kehrte Dewa an die Spitze der 2. Flotte zurück. Im Dezember des folgenden Jahres wurde er Oberbefehlshaber des Marinebezirks Sasebo und nach Ablauf von zwei Jahren Oberbefehlshaber der 1. Flotte. In letzterer Stellung erfolgte im Juli 1912 die Beförderung zum Admiral. Im Dezember 1913 rückte er für den verstorbenen Prinzen Takehito als Marineberater in den Obersten Kriegsrat (Gunji Sangikan Kaigi) auf, in dem er bis 1920 saß.
1914 leitete Dewa die Untersuchungskommission über den Siemens-Skandal, der zum Rücktritt der Regierung Yamamoto führte. Im Frühjahr 1915 besuchte er als Vertreter Japans die Panama-Pacific International Exposition in San Francisco (zur Feier der Eröffnung des Panamakanals im Vorjahr), wo er unter anderem mit Vizepräsident Thomas Riley Marshall und dem Außenminister William Jennings Bryan zusammentraf.
1920 wurde er in die Reserve versetzt und schied fünf Jahre später aus dem Militärdienst aus. Im Ruhestand beteiligte er sich an Aktivitäten zur Bewahrung des Gedenkens an die Zeit des Boshin-Krieges in seiner Heimatregion Aizu. Dewa Shigetō starb am 27. Januar 1930 im Alter von 74 Jahren.